# Grande Assembleia Nacional da Turquia

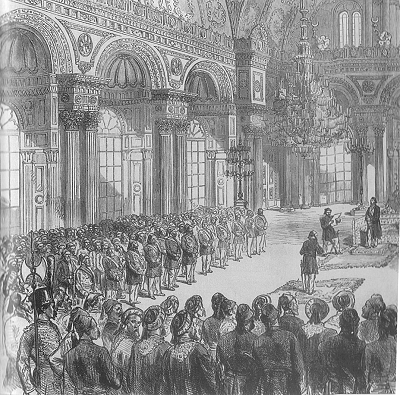
Primeiro parlamento do Império Otomano

A Grande Assembleia Nacional da Turquia (Türkiye Büyük Millet Meclisi, TBMM), também chamada simplesmente de Meclis ("o Parlamento") é o parlamento unicameral da Turquia, único órgão a receber o poder legislativo de acordo com a constituição turca. Foi fundada em Ancara, no dia 23 de abril de 1920, no meio da Guerra de Independência Turca. A assembleia foi fundamental nos esforços de Kemal Atatürk em fundar um novo Estado a partir dos restos do Império Otomano, na sequência da Primeira Guerra Mundial.
A assembleia possui 6 mil membros, eleitos para um mandato de cinco anos pelo método de Hondt, um sistema de representação proporcional através de listas de partidos, a partir de 81 províncias administrativas (Istambul se divide em três distritos eleitorais, enquanto Ancara e Esmirna são divididas em dois cada uma, devido às grandes populações destas cidades). Para evitar um parlamento sem maioria e uma excessiva fragmentação política, apenas partidos que vençam pelo menos 10% dos votos nas eleições parlamentares nacionais podem ganhar o direito a obter representação no parlamento. Como resultado desta medida, apenas dois partidos conquistaram este direito durante as eleições de 2002, e três em 2007. Candidatos independentes podem concorrer, porém devem também conquistar 10% dos votos em seus distritos eleitorais, para serem eleitos. Esta margem extremamente alta foi criticada internacionalmente, porém uma reclamação oficial da Corte Europeia para os Direitos Humanos foi recusada.
Desde a eleição geral de 2002, uma maioria absoluta dos assentos pertence aos membros do Partido da Justiça e Desenvolvimento (AKP), que lidera um governo unipartidário. O Partido Republicano do Povo (CHP) foi o único partido que conseguiu conquistar representantes, juntamente com o AKP, nas eleições daquele ano. Nas eleições gerais de 2007 três partido conseguiram ultrapassar a marca de 10% - o AKP, o CHP e o Partido do Movimento Nacionalista (MHP). Além disso, políticos curdos do Partido da Sociedade Democrática (DTP) conseguiram evitar este pré-requisito após contestar as eleições na qualidade de independentes; 24 conseguiram se eleger, permitindo que constituam sua própria facção na assembleia.

## Grupos parlamentares
| Partido | Partido                              | Ideologia                | Espectro        | Mandatos  |
| ------- | ------------------------------------ | ------------------------ | --------------- | --------- |
|         | Partido da Justiça e Desenvolvimento | Erdoğanismo              | Direita         | 272 / 600 |
|         | Partido Republicano do Povo          | Kemalismo                | Centro-esquerda | 137 / 600 |
|         | Partido Democrático dos Povos        | Nacionalismo curdo       | Esquerda        | 63 / 600  |
|         | Partido de Ação Nacionalista         | Nacionalismo turco       | Extrema-direita | 47 / 600  |
|         | Partido do Bem                       | Kemalismo                | Centro-direita  | 29 / 600  |
|         | Partido Democracia e Progresso       | Conservadorismo liberal  | Centro-direita  | 9 / 600   |
|         | Partido da Felicidade                | Fundamentalismo islâmico | Extrema-direita | 8 / 600   |
|         | Partido Democrático                  | Conservadorismo liberal  | Centro-direita  | 1 / 600   |
|         | Independentes                        | -                        | -               | 12 / 600  |